# Semiothisa epicharis
Semiothisa epicharis är en fjärilsart som beskrevs av Eugen Wehrli 1932. Semiothisa epicharis ingår i släktet Semiothisa och familjen mätare. Inga underarter finns listade i Catalogue of Life.